# インドネシア鉄道CC201形ディーゼル機関車
CC201形ディーゼル機関車（シーシー201がたディーゼルきかんしゃ、インドネシア語：Lokomotif CC201）は、インドネシアのディーゼル機関車。ゼネラル・エレクトリックが製造したU18C形の、クレタ・アピ・インドネシア（インドネシア鉄道会社、PT.KAI）における形式である。

## 概要
車軸配置Co'Co'の電気式ディーゼル機関車である。それはこの機関車が3軸、すなわち6輪のボギー式台車2台を有しており、各軸に1個ずつ主電動機を有していることを表している。インドネシアの6動軸のディーゼル機関車の中では先代にあたる、CC200形に比べ、重量は84 tと軽量化され、出力は1950馬力に向上された構造であり、平坦線のほか山岳を横断する路線での運用にも適合している。
これらの38両は好調な運用実績を残したことから、1983年から1984年にかけて二次車34両ほかを導入した。二次車からラジエーターが小さくなった。その後も、1991年から1992年にかけて三次車として20両が増備・導入され、純粋なCC201形として導入された車両の最終的な総数は92両となった。
そのほか、1989年から2004年にかけて、車軸配置A1A'A1A'の電気式ディーゼル機関車BB203形のうち52両が修繕の際に6動軸に改造され、本形式に編入されている。
2003年から2005年にかけて、7両が交流電動機への載せ替えが行われCC204形へ改番（編入）されている。
2010年から2011年にかけての修繕で、一部にCC303形およびCC304形と同様のフォグランプを設置された。
合計144両のうち126両が現在も運用中である。

## 歴史

### 導入経緯
当形式の導入は、インドネシア国鉄（PJKA）が主要幹線の蒸気機関車を置き換えするために計画された。 1953年のインドネシア国鉄（当時：DKA、Djawatan Kereta Api）は、1953年に27両のCC200形を輸入した。その後、BB200、BB201、BB202、BB301、BB302、BB303、BB304を皮切りに、幹線向けのディーゼル電気式及び、油圧式機関車も輸入したが、これらのエンジン出力はCC200形より劣っていた。PJKAは、強力かつ頑丈である機関車を導入し幹線における蒸気機関車を置き換え、無煙化することとなった。

### 一次車（1977 - 1978年）

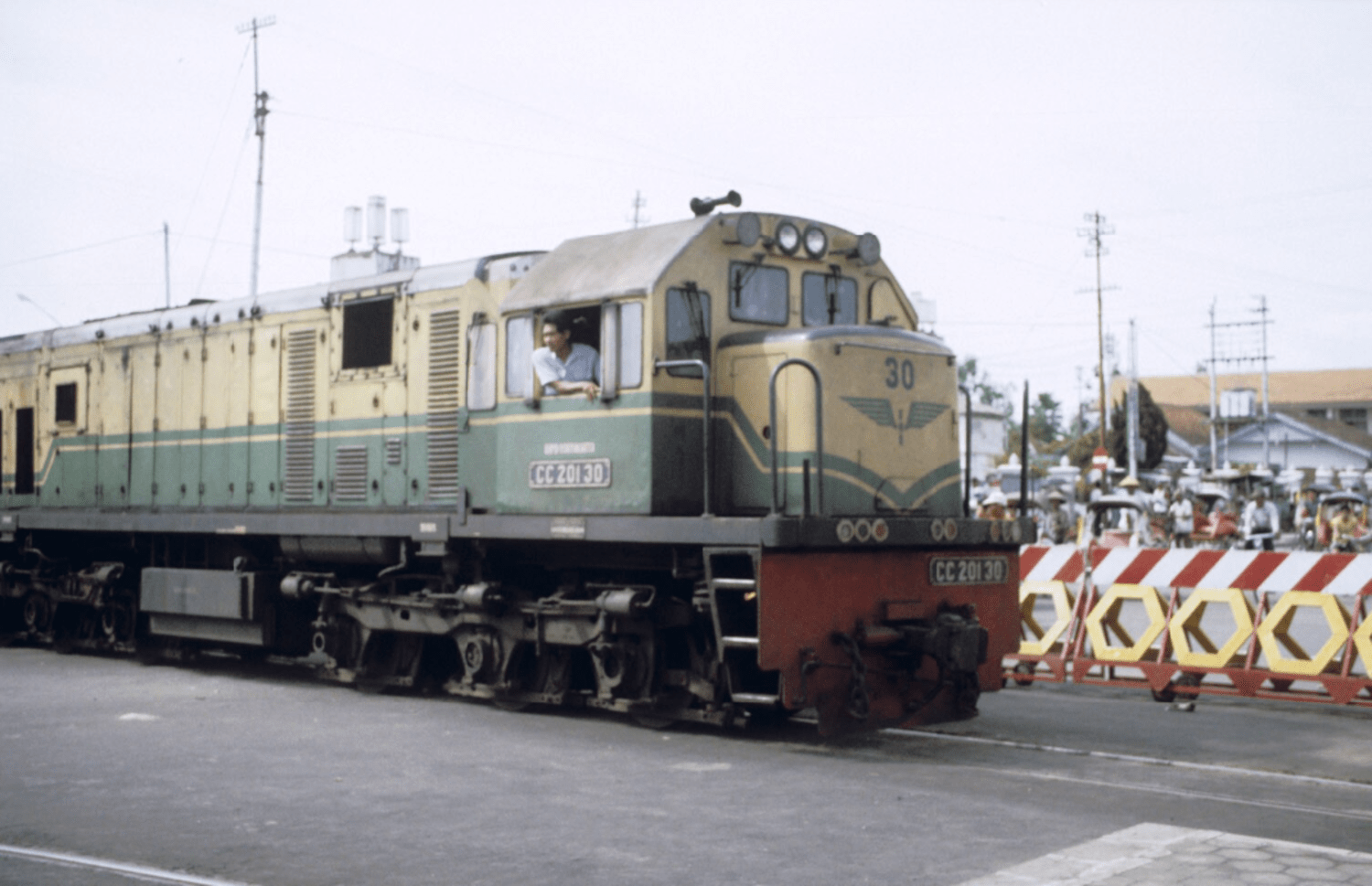
一次車・CC 201 30 (CC 201 78 02)号機（1986年）

一次車は1976年にPJKAから最初に発注され、1977年に28両、1978年に10両がアメリカ合衆国の工場からインドネシアに向けて到着した。当形式の納入後、Persaro（インドネシア国鉄）の子会社のKM アスナロから、GEトランスポーテーションの米国ペンシルベニア州エリーの工場からタンジュンプリオク港へ輸出していたときに発生した事故によって特徴づけられる。ジャカルタ・ロイド紙の情報によると機関車を積載していた船が南シナ海で暴風に遭遇し、当時同じく輸送中だったププク・クジャン社のボイラーが、輸送中のCC201形7両のうち2両に落下した。当該車となったのは「CC 201 01号機、07号機」であり、載貨重量 11,200 DWA の荷物は乱雑となっていた。 PJKAは最終的に、米国の保険会社に請求を提出して2両を交換することを決定したが、交換には約11か月かかるためCC201 01号機は非常に深刻な損傷を受けたが、もう1機は最終的にインドネシアに残り、ジョグジャカルタ車両センターで修理を受けることとなった。
一次車の特徴は、大型の排障器が装備され、正面のコンプレッサーグリルにフォグランプや、排障器に重連運転用のジャンパ連結器が装備されていない。技術的は車両重量は当初82トンで、車軸荷重は14.2トンであり歯車比は93:18となっている、連結器の下に連結器開放レバーを設置している。
2010年から2011年にかけて全般検査（PA）を受けており、一次車の全車両にフォグランプが装備され、一部には二次車と三次車のように連結器の上に連結器レバーが設置された。 1977年の28両の中には、CC201 25～28の番号が付けられたPupuk Sriwidjaja（Pusri）が所有する4両があったが、最終的にPJKAへ譲渡された。

### 二次車（1981年）

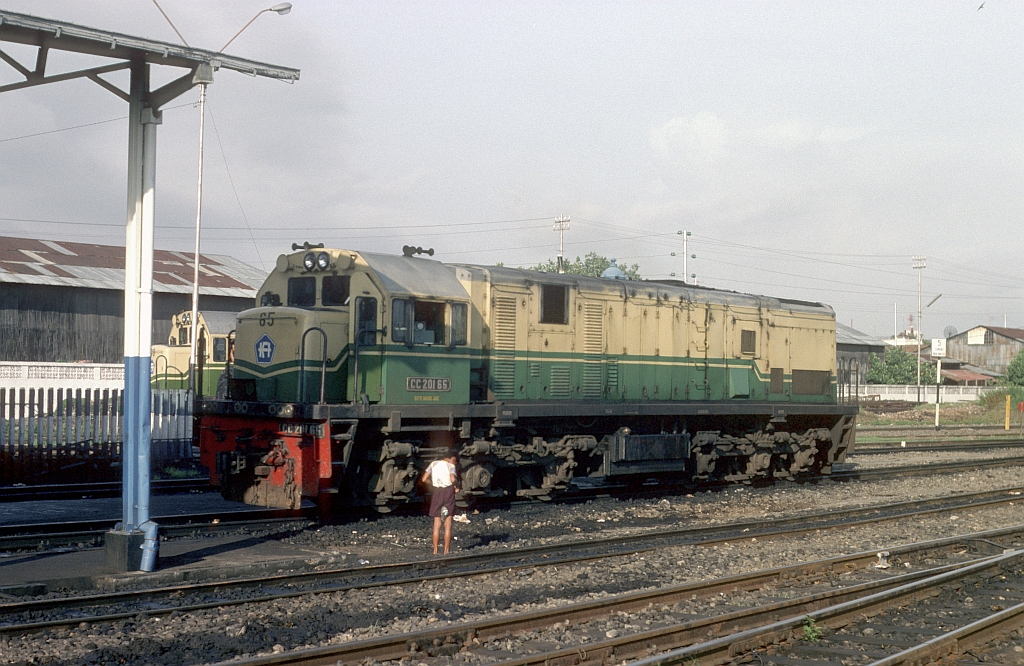
二次車・CC 201 83 27号機（1998年）

PJKAは、1981年10月8日に（Gapeka 1981）ダイヤ改正を行うと同時に、鉄道に対する一般需要が急増し、鉄道車両の増備が必要になることを報告した。インドネシア政府は、輸入に加え国内の需要に応えられて常に切迫したインフラの需要を支えるために、国営会社インダストリ・クレタ・アピ（INKA) を設立した。当時は信用に置かれていた輸入品の需要に支えられ新形式の機関車・列車・客車を購入する計画を立案した。1983年5月にはGEトランスポーテーション社からCC201形の二次車がタンジュンプリオク港に到着した。同時に南スマトラ向けのBB203形も到着し、1983年のイード休暇の需要に合わせて運行される予定であると述べた。当時ジャワ島で使用され始めた二次車は、ビマ号、ガヤ・バル・マラム・セラタン号、タタルジャ号、センジャ・ウタマ・ソロ号などの都市間列車の牽引に使用された。外観は一次車と異なり正面のグリルが小型化され、重連運転で協調運転をできるようにするためにジャンパ連結器が設置されたため運転手一人で二両を操作できるようになったが、フォグランプは未設置であった。ギア比は一次車と同じく93:18である。連結器の下に連結器開放レバーが設置された。2010年から2011年の全般検査で、CC 201 83 10（CC 201 48）号機を除き、重連運転の機器が取り外され、フォグランプが設置された。

#### CC201 45（CC 201 83 07）号機

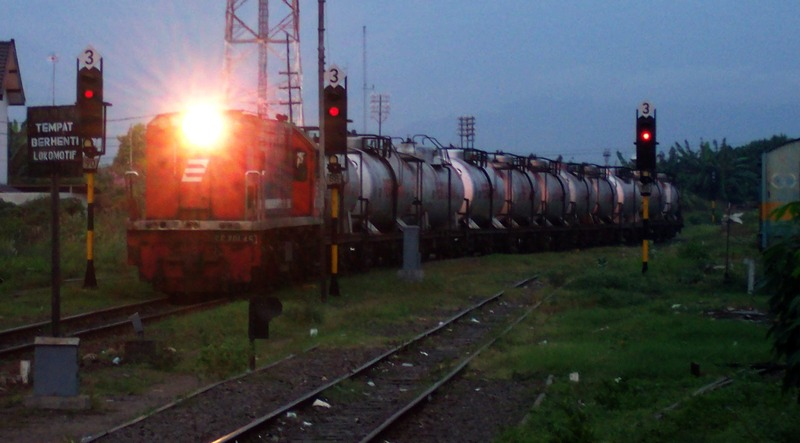
CC 201 83 07号機（2005年）

インドネシアの鉄道愛好家、パウルス・ソニ・グミラン氏は、KAマガジン第8号（2007年3月号）に掲載したコラムの中で、当時ジョグジャカルタ機関区で配置されていたCC 201 45 (CC 201 83 07) 号機は「謎の」機関車と考えられていたと、ジョグジャカルタ車両工場の整備士や技術者数名に語ったと述べた。「Bader」と呼ばれた機関車に技術的な問題はないが、従来車と比較して事故が頻繁に発生しており、多くの技術者は修理中に奇妙な出来事が起こったと主張した。CC 201 45号機は修理が終了し、ジョグジャカルタ車両工場で時速60キロで試運転が行われている中、ブレーキが突然故障しそのまま走行を続け、バドゥグの壁と店舗に衝突した。車両正面が潰れてしまったため再度修理することとなった。修理後は主力列車であるビマ号に再び使用されたが、再び事故を起こした。

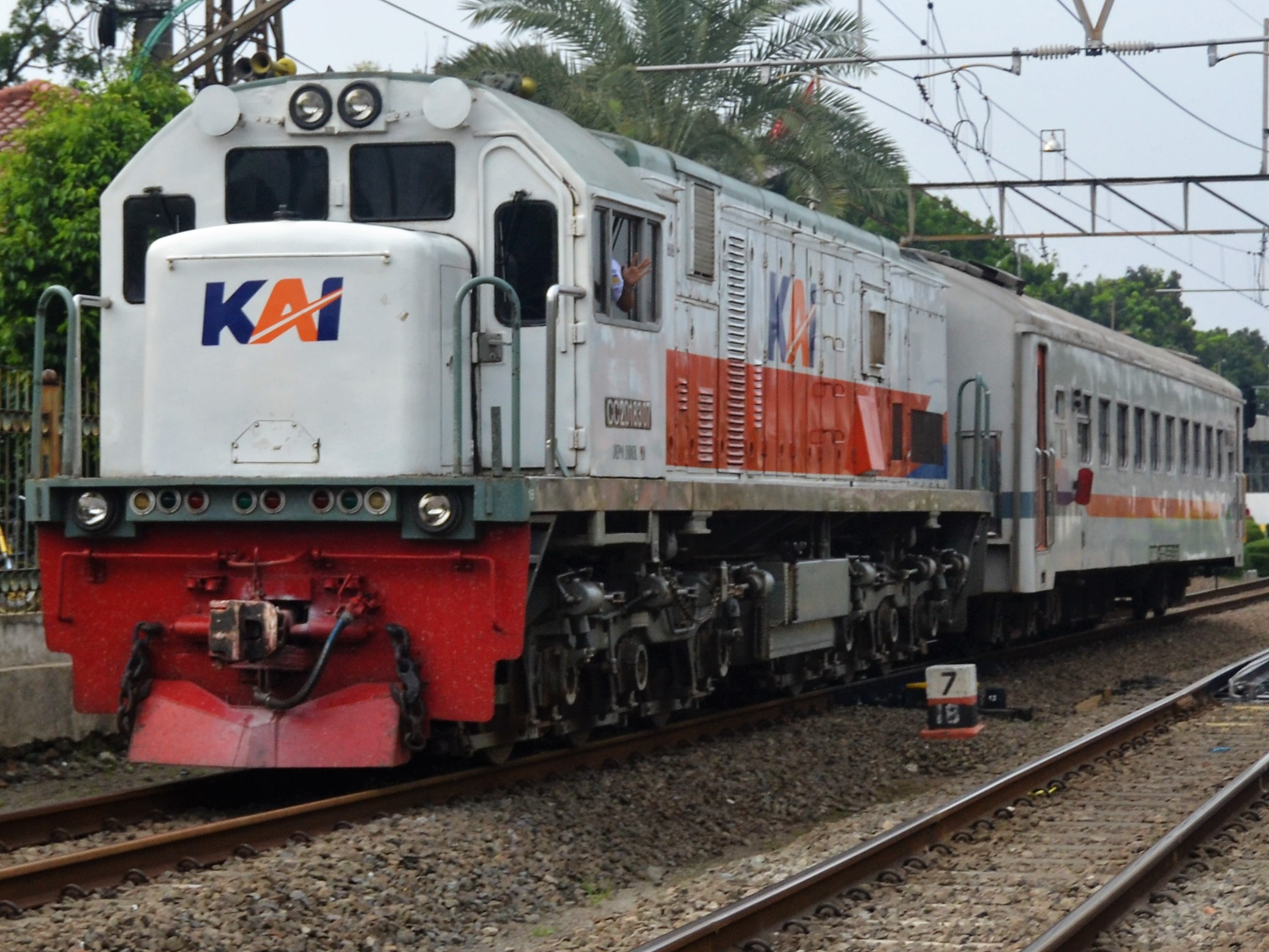
CC 201 83 07号機（2022年）

1990年8月20日、CC 201 45号機が牽引する列車で発生した事故が記録された。トヨタ・キジャン、トラック、バイク2台、バジャジの5台の車両に同時に衝突した。この事件で4人が死亡した。再現作業は、事件の3日後にA.G.スマルソ氏が当時率いていた合同鉄道事故調査組織によって行われた。この状況に不安を感じたジョグジャカルタ車両工場の従業員は、GEトランスポーテーションの技術者に電話した。 GEの技術者は従業員に対し、ペンシルバニア州エリー工場で生産が開始されて以来、当該機の製造時に労働災害が頻発していたことを語った。ジョグジャカルタ車両工場で大規模修繕の完了後、CC 201 45号機はジャワの慣習に従ってお祓いが行われた。従業員らも感謝祭を開催し、使用済みの蹄鉄を設置し数グラムの金を提供し、機関車のフレームとハンドルをニッケルとクロムでメッキして輝かせた。その後奇妙なことに、CC201 45号機に重大な損傷を与えるような事故は発生しなくなった。

### 三次車（1992年）

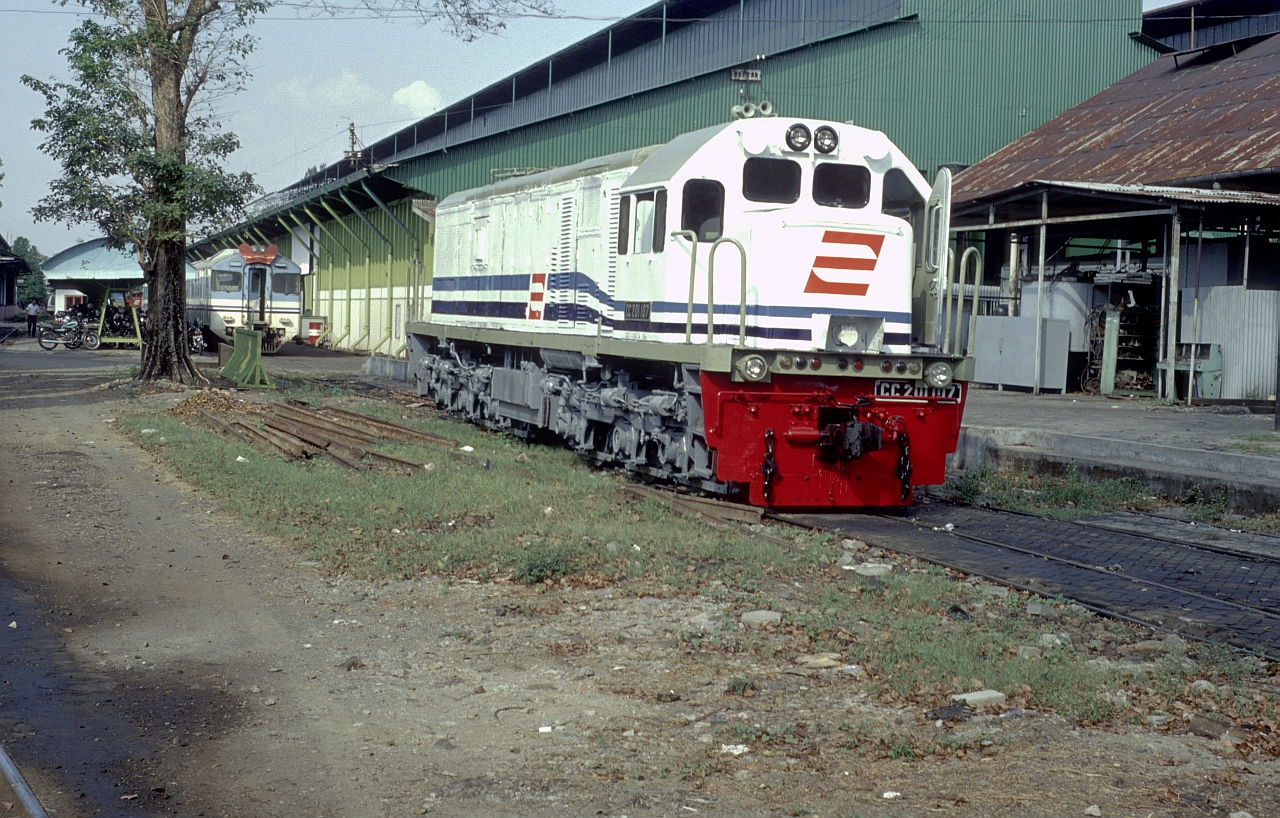
CC 201 107 (92 17)号機（2002年）

三次車は20両が生産され2回に渡って輸入された。1992年2月に14両が、1992年4月には6両が到着した。主にファジャル・ウタマ・ヨガ号、パラヒャンガン号、ビマ号、ムティアラ・ウタラ号、ムティアラ・スラタン号などの都市間列車に使用された。同時にムティアラ・ウタラ向けの特別クラス客車も導入された。1992年2月14日に納入式典が行われ、当時のペルムカ社社長アンワル・スプリージャディ氏、運輸大臣アズワル・アナス氏、陸上運輸局長スエジョノ氏、米国駐インドネシア大使J.モンジョ氏が出席した。1991年に合衆国輸出入銀行からの輸出信用機関を利用して資金調達され、1992年のイード・アル＝アドハー休暇での輸送力強化と1992年の総選挙に備えて導入された。
三次車の特徴は、バンパーの上のグリルの下にフォグランプが付いていることであり、定格重量は84トン、車軸荷重は14.6トンである。歯車比も90:21に変更された。正面ガラスの形状は、角張った形状だった従来のCC201形とは異なりやや丸みを帯びたため、従来車と外見は異なり簡単に認識ができるようになっている。全般検査や事故の発生によってCC 201 92 12号機からは一部の三次車の窓ガラスが従来車と同じになり、他の車両も全般検査をきっかけに四角形状のガラスへ変更された。1995年、インドネシア国鉄（ペルムカ）は、従来車の仕様を三次車に合わせるために大規模検査プログラム（オーバーホール）を実施し、歯車比を90:21へ変更するためにギアを交換するなど機器や部品の交換が行われた。ギアを交換することにより走行性能の工場や耐久年数の向上が期待される。

### BB203形からの編入改造（1987年）

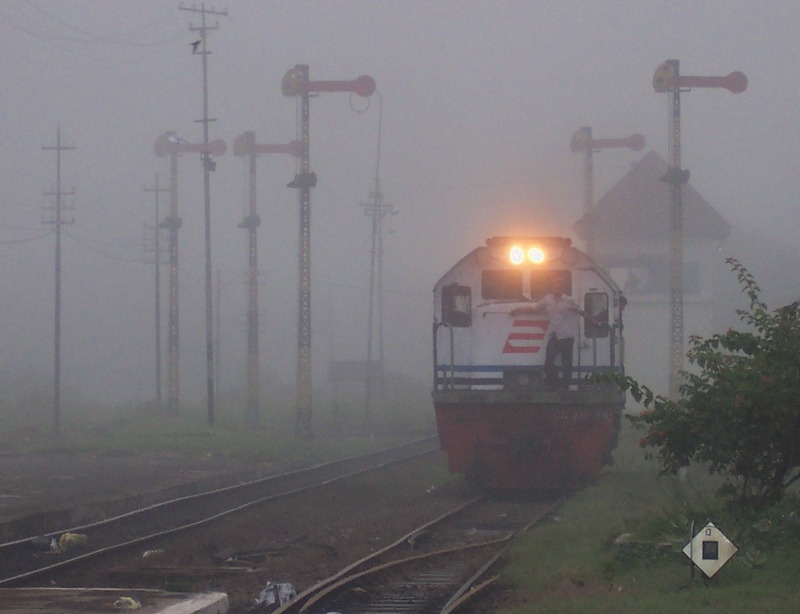
CC 201 89 02 (CC 201 74R)号機

一部のBB203形は、ラハト車両工場で大規模改修と修理が行われ、CC201形に編入された。 CC201形機関車とBB203形機関車の違いは、車軸の配置、台車、主電動機数だけである。 エンジンやエンジンルームのレイアウト、外見デザインはCC201形と同様となっている。 CC201形が Co’Co’ 車軸（各ボギーに3つの駆動車軸)がある場合、BB203形機関車は (A1A)(A1A) 車軸を備えている。各ボギー台車にも3 つの車軸がありますが、2つの車軸だけが駆動車軸として使用される。 CC201形には6つの主電動機が搭載されたが、BB203形には4つの主電動機しか搭載されておらず、出力は1,150kW（1,542馬力）と、従来型のCC201形（1,454kW（1,950馬力））と低いものである。
BB203形は、1977年当時のジャワ島やスマトラ島の鉄道路線が、軸重18トンに対応できないために製造された。北ジャワ本線（チルボン・スマラン・スラバヤ）とスマトラ南部の路線にまだ存在していた14トン以下の車軸荷重に適応できるように設計された。CC201形が通走行するには、線路設備を改良工事が必須である。 1977年、ジャワ西部路線（ジャカルタ～バンドン）、ジャワ中央部の路線（ジャカルタ～プルウォケルト～スラバヤ）、ジャワ南部路線で（バンドン～ジョグジャカルタ～スラバヤ）で改良工事が行われ、現在では北ジャワ本線（ジャカルタ、スマラン、スラバヤ）で輸送力増強が推進されている。

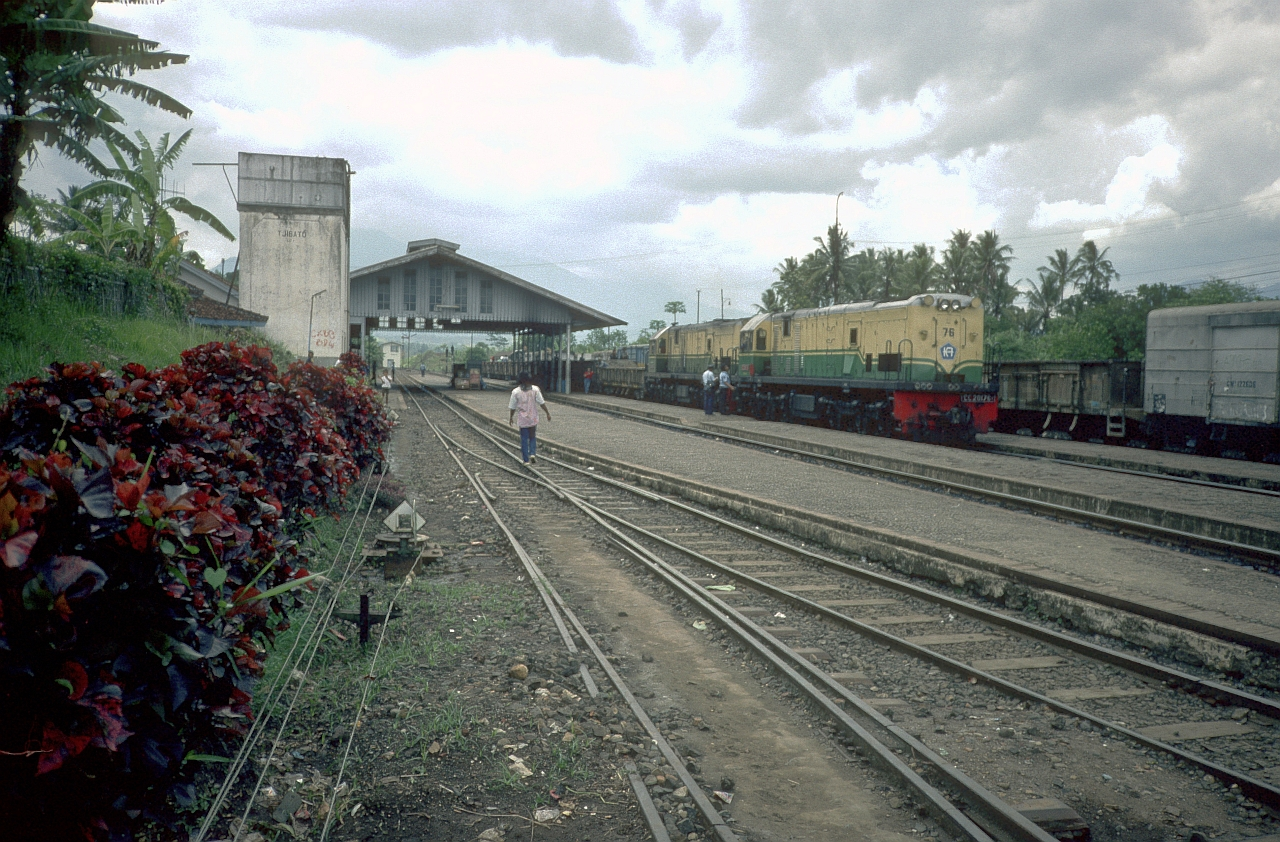
チバトゥ駅停車中のCC201 76R号機（1991年）

南スマトラ地方で長距離石炭列車（ババランジャン号）を運行する計画により、輸送力の増加が推進された。1986年1月にCC202形が導入されたが、路線設備が車軸荷重に対応されていないため定期運行に就けなかった。ラハットモーターワークスは、BB203形の発電機を交換し、K201タイプの配線を変更することで、CC201形へ編入する準備工事を進めた。北ジャワ線での総軸重が14トンに、スマトラ線では18トンに対応すると、BB203形は各台車の中央に主電動機を1つ追加し、CC201へ編入改造され、機関出力が1,950馬力へと増加した。
1987年11月9日にバンドンのPJKA本部で行われた1987/1988 年度業務会議報告の結果によると、南スマトラで運用されていた10両は改造後、機関車を増備するためにジャワ島へ転属予定であった。該当車両は、CC 201 73R ~ 82R号機となる。さらにその後の計画ではBB203形を10両改造してCC201形となる計画であった。BB203形の多くがCC201形に改造され、2004年までにラハト車両工場とジョグジャカルタ車両工場の両方で、59両のBB203形のうち52両が編入化改造を終えた。南スマトラでは、運行されるCC201形の多くは、BB203形を編入したものである。
編入車でも仕様はことなり、「BB 203 01-11号機」は一次車、「BB 203 12-59号機」は二次車に仕様が準じる。既存車と異なるのは古い車両番号の後ろに「R」が追加されている。「CC 201 77R号機」の場合は「R」が、BB203から改造された機関車であることを示す。ただし、2010年の KM45 とその改訂版である 2016 年の PM54 に基づく形式付番が発効した後は、車両番号の「R」は、89 13R、93 01R、93 02R などの特定の車両のみ使用されている。

### ドナルド・ダック（Donal Bebek）

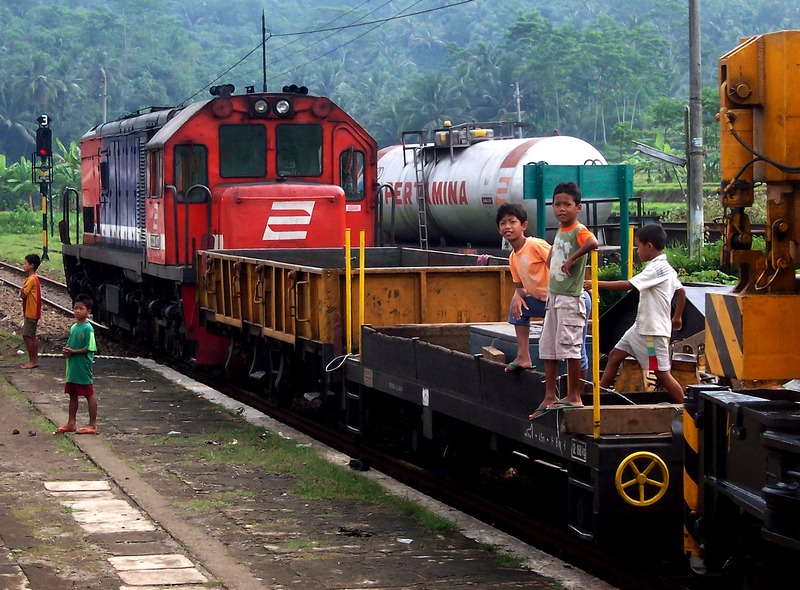
CC 201 83 09号機（ドナルド・ダック顔だった頃）

1990年代後半から2000年代前半にかけて、一次車と二次車で5両製造され、独特な外観のBB203形を編入化改造した結果誕生した車両群である。これらの機関車は次の車番が該当する。
- CC 201 06 (CC 204 03 06)
- CC 201 19 (CC 201 77 14)
- CC 201 47 (CC 201 83 09)
- CC 201 56 (CC 201 83 18)
- CC 201 76R (CC 201 89 04)

ジョグジャカルタ車両工場で行われた編入工事の始まりは、当該機が事故を起こしたためであった。テガルの壁に衝突した「CC 201 56号機」や、2000年8月にHitachi電車に衝突した「CC 201 76R号機」などである。ジョグジャカルタ車両工場で修理されることになったが、当時GEトランスポーテーションへ注文された保守部品はまだ届いていなかった。最終的に、ジョグジャカルタ車両工場は、運転台を1つ撤去し、サンドボックスを短くし、前面の2つの窓を拡大することで、この問題を解消した。この奇妙な形状から、2000年代前半に鉄道ファンや鉄道愛好家の間で「ドナルドダック（Donal Bebek）」や「Si Kidal」と呼ばれた。唯一稼働している運転台が機関車の長いボンネットの上にあるためである。ショートボンネットで走行時では、機関士は機関車の左側からしか機関車を操作できない。機関士は機関車の左側にいるので、右側に表示されている列車の標識を読み取るのが難しく、副機関士が視認した標識を伝達する重要な役割を担うこととなる。「ドナルド・ダック」と呼ばれた機関車は、2008年末から2009年にかけて再度修理が行われ、従来車と同じ仕様に戻された。

### 先頭形状の改造

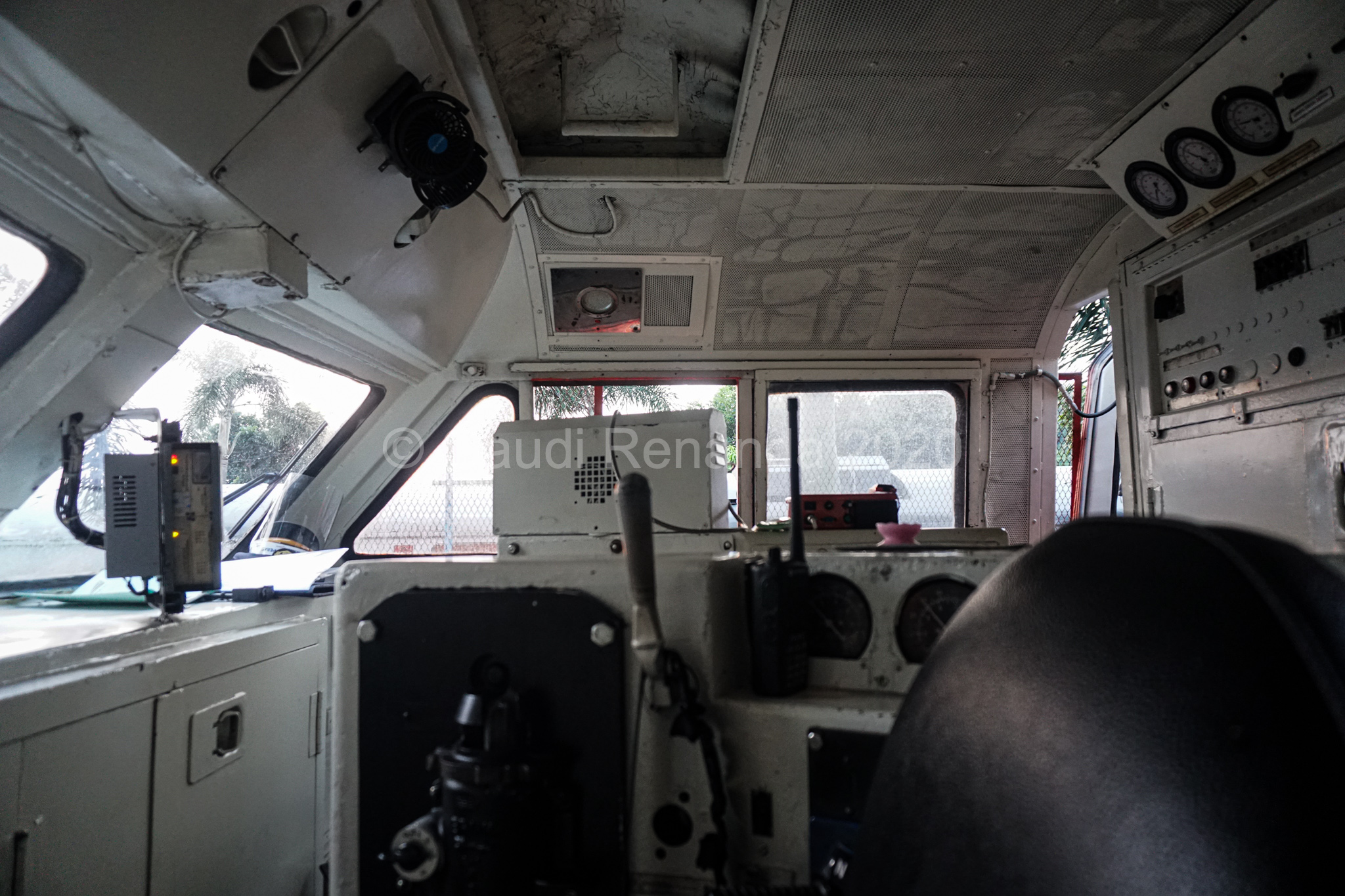
改造された運転台内部

ジャワ島とスマトラ島のCC201形およびBB203形は、同様な前面形状 (ボックスノーズ) であるが、南スマトラ島に配置された車両は異なる。一部のCC201形には、第二世代ディーゼル機関車であるCC203形・CC204形と同様な形状な運転台化改造が行われた。 該当する車両は6両あり、CC 201 89 13R（86R）、93 01R（111R）、83 42R（120R）、83 48（129R）、83 49（130R）、83 56R（137R）である。以前タンジュンカラン機関区に所属していた、同様の改造を受けた2両（CC201 83 48と83 49）は、ジャワ島のスラバヤ・シドトポ機関区へ転属した。

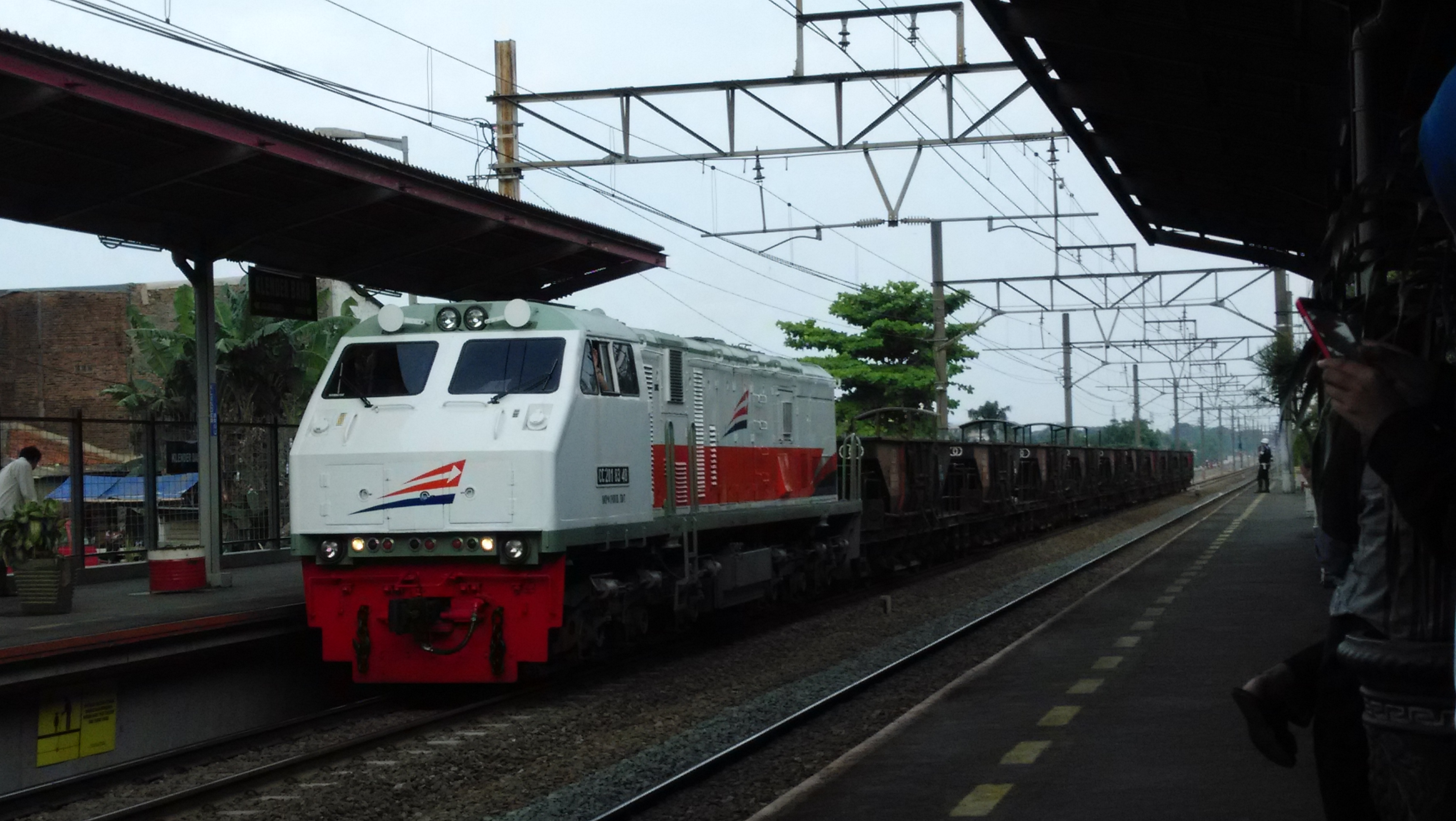
バラスト貨物を牽引しているCC 201 83 48号機

前面形状の変更は、南スマトラに配置された車両にCC203形がなかったため、ジャワ島のCC203形計画に関連して、ラハト車両工場が前面形状の改造を行ったためである。CC203形からヒントを得た斜め形状も、空気抵抗を減らして速度向上すること目的としている。しかし、旅客列車の最高速度は時速90キロメートルに制限され、貨物列車は最高速度70キロメートルに制限されているため、この速度向上の目的は疑問を呈している。先頭形状の変更により運転士は、キャビンが狭くフロントガラスが高すぎるため、機関士は機関車を運転する際に上を見たり座席を立てかけないとならなかった。

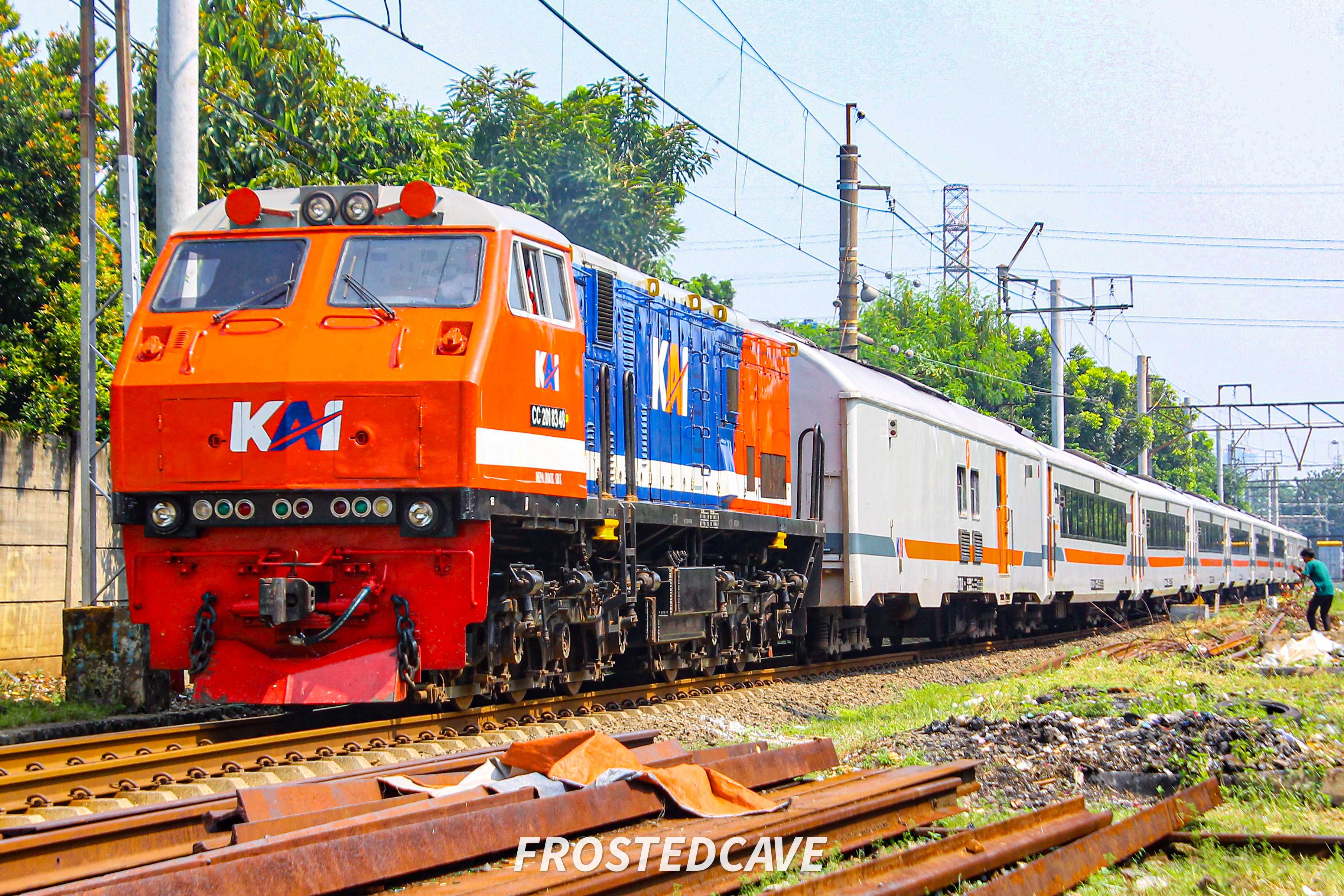
赤、青の ペルムカ配色をしたCC 201 83 48号機

2023年11月から、シドトポ機関区に所属するCC201形の1両（CC 201 83 48号機）が、2020年のPT KAI新ロゴが付いた、白帯の赤みがかったオレンジと青の塗装へ戻される予定である。一方、CC 201 83 49号機は、2018年4月6日にケドゥンバンテン駅からワリククン駅間の215+800キロ地点でサンカカ・ソーレ号を牽引中にトラックに衝突事故を起こし大破したため廃車となった。2023年7月以降、同様の先頭形状を持った車両は4両のみ運用されている。CC 201 83 42号機がトラックに衝突して大破したためである。 2023年7月18日、ブランバンガン・パガールで クアラ・スタバス号（KA S7列車）を牽引中に、CC 201 83 42がラハト車両工場で立ち往生した。現在もCC 201 83 42はラハト車両工場で留置されている。

### CC204形化改造（2003 - 2005年）
2003年から2005年にかけて、インドネシア鉄道(ペルセロ、PT.KA) は、ジョグジャカルタ車両工場を通じて、GEトランスポーテーションと契約し、中期での大規模修繕工事の施工段階に入っていたCC201形一次車数両の計画変更を行った。GEトランスポーテーションが直流発電機と変速機その保守部品の生産を廃止し、交直流および交流変速機を備えた機関車に重点をおいたためである。当時はPT.KAは資金難と老朽化していた機関車が多くを占めており、在来車の共食い整備の可能性を懸念したため、修理中のCC201形数両を対象にした交流電動機への載せ替えを主軸とした大規模修繕工事を施工し、新形式であるCC204形として改番（編入）が行われた。

## 車両概説

### 搭載機器
前世代であるCC200形と比較すると、CC201形はスリムな設計になっており、平地から山岳地帯まであらゆる地形で運行が可能である。この機関車は以前よりも軽量な84トンで、1,950馬力（1,450 kW）のエンジンを搭載した。インドネシアのCo-Coシリーズで初めてダイナミックブレーキを採用した。以前はゼネラルモーターズ・エレクトロモーティブ部門が製造したBB201形に使用されていた。依然として直流発電機を使用しており、整流子、カーボンブラシ、シャント巻線、水平シャフトが必要である。シングルキャビン設計と2つの運転台を備え、ショートフード (短い端) とロングフード (長い端) の双方向の動きを可能である。設計には弱点があり、長い幌を装着した状態で勤務すると、列車が左に曲がるときに機関士が標識に見ることができず、助手機関士の助けが必要である。前部の煙突は二酸化炭素と一酸化炭素ガスを含んでおり、乗組員の健康にとって非常に危険であるため、呼吸を妨げる可能性がある。このため、PT.KAI は、シングルキャビンを備えたすべての機関車は短いボンネットを装備して運行しなければならないという方針を出した。その結果、機関車の方向転換を容易にするために、デルタ線や転車台、ループ線が活用されている。

### 外観

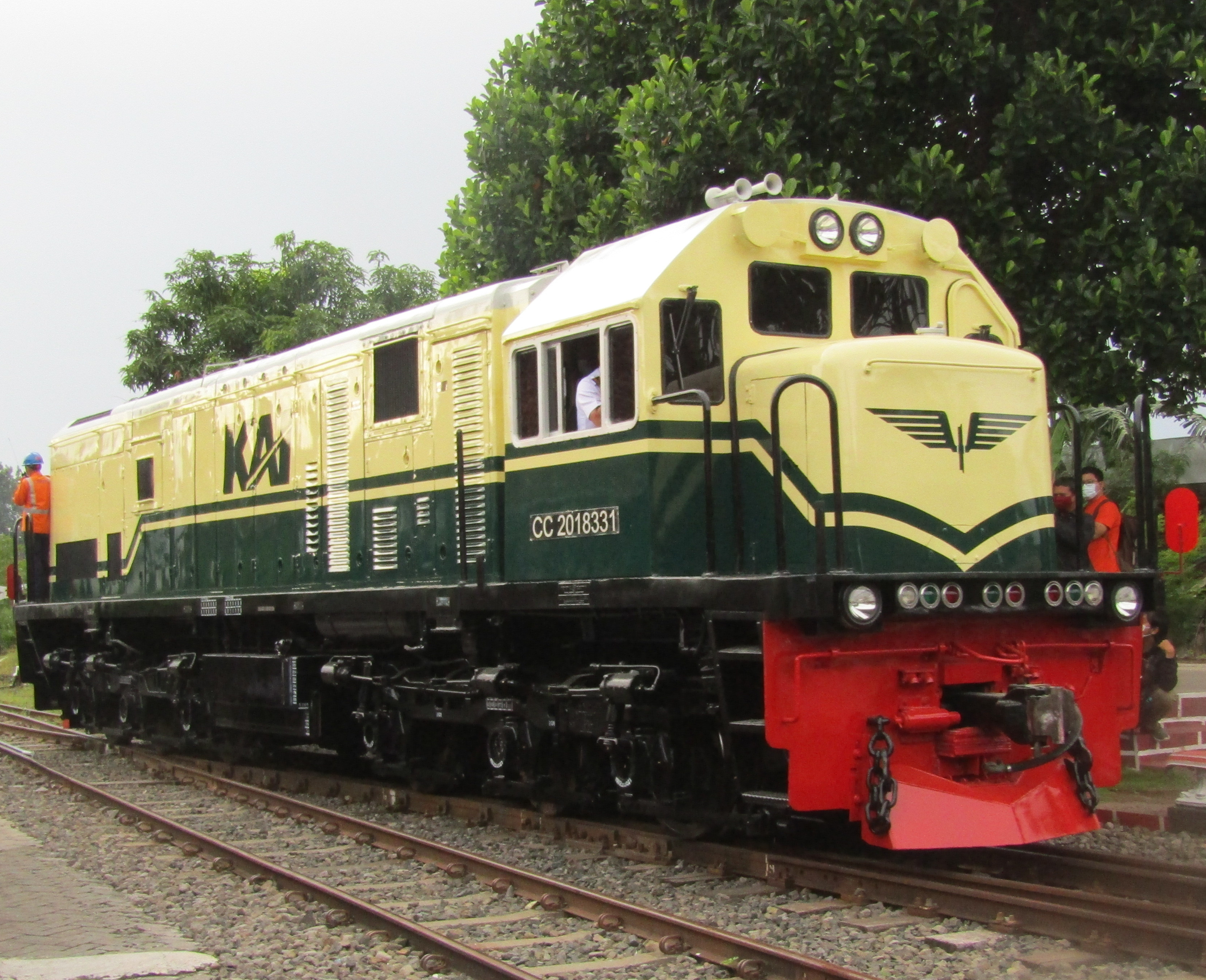
CC201 69号機（DKA-PJKA復刻塗装）

CC201形は汎用的に運用可能な機関車として、会社のロゴなどに従った様々な塗装が施された。 C主に4種類の塗装が採用されている。塗装変更は工場での全般検査が完了したタイミングで行われた。 現在使用されている過去に使用された塗装は以下のものである。
- DKA・JKA塗装（クリームグリーン）ヴィンテージ・カラーリングとも呼ばれる
- ペルムカ塗装（赤みがかったオレンジブルー）。南スマトラ州とランプン州にて保存[25]。
- 4本の斜めの縞と「Zの文字」のロゴが付いた白い無地の試験塗装 「アルビノ」と呼ばれる。 1999年から 2002年にかけてCC 201 96 (CC 201 92 06) 号機が対象となった。
- ペルムカ・PT.KA塗装（白いロゴ「文字Z」青い線）
- PT.KAI塗装（白地にNext Stepステッカー、2011年～2020年のPT.KAI旧ロゴマーク、2020年～現在のPT.KAI新ロゴマーク）

2021年2月にDKA-PJKA塗装が、CC201 83 3号機で復活した。この塗装は、鉄道愛好家コミュニティであるセンボヤン・サトエとインドネシア鉄道保存協会（IRPS）の2つによって、ジョグジャカルタ車両工場に復刻塗装を実現させるために提案した。さらに、CC201 83 34、92 01、77 17号機もヴィンテージ・カラーリング塗装が復刻され、CC201 83 34 についてはスマラン・ポンコル機関区で塗装された。
2024年11月13日、以前はPT.KAIの標準塗装を使用していた北スマトラ地域事業部に所在するCC 201 92 06号機は、PT.KAIの2020年新ロゴが付いた「アルビノ」塗装へ復刻された。この復刻は、Divre I の鉄道愛好家コミュニティ、Divre I Railfans、プル・ブラヤン車両工場、IRPSによって考案された。 
2013年から2014年にかけて、投石による運転士の負傷を防ぐため、運行中のすべての機関車の運転室の窓に鉄格子（ワイヤーバー）を取り付けることを義務付ける政策が実施された。しかし、2016年から運転席のガラス素材が通常のガラスからポリカーボネートに置き換えられるとともに、大量に撤去され始めた。
| 製造区分 | 編入      | 製造年度          | 編入年度 | 車両番号（PM54号）     |
| -------- | --------- | ----------------- | -------- | ---------------------- |
| 一次車   |           | 1977年            |          | CC 201 77 01 – 23      |
| 一次車   | 1978年    | CC 201 78 01 – 06 |          |                        |
| 一次車   | 元BB203形 | 1978年            | 1998年   | CC 201 83 53 - 55, 56R |
| 二次車   |           | 1983年            |          | CC 201 83 01 – 34      |
| 二次車   | 元BB203形 | 1985年            | 1989年   | CC 201 89 01 – 17      |
| 二次車   | 元BB203形 | 1985年            | 1993年   | CC 201 83 40 - 41, 42R |
| 二次車   | 元BB203形 | 1983年            | 1993年   | CC 201 83 35 – 39      |
| 二次車   | 元BB203形 | 1983年            | 1993年   | CC 201 93 01R – 02R    |
| 二次車   | 元BB203形 | 1983年            | 1999年   | CC 201 99 01R – 02R    |
| 二次車   | 元BB203形 | 1983年            | 2004年   | CC 201 04 01 – 07      |
| 三次車   |           | 1992年            |          | CC 201 92 01 – 20      |

情報：
- 付番番号付は、2016年の運輸大臣規則第PM54号に基づく。

## 運用
現在のCC201形は、インドネシア鉄道会社の営業地域全体で1,067mm軌間（狭軌）の路線で見ることができる。 2017年現在、CC201 89 14R、93 02R、83 37、83 44、99 02R、04 01R、0404R号機が北スマトラ州で運行されており、旅客列車を牽引する機関車として活躍している。一方、1983年に製造された5両の機関車（新造車と編入車の両方）も西スマトラ州へ転属しセメント貨物列車に使用され、その内訳は新造車1両と編入車4両で、CC 201 83 10（新造車）、83 36、83 45、83 50、83 52号機である。
全車両数は144両で、その内訳は新造車が92両、BB203形から編入車が52両である。現在では保守部品で特に直流発電機に問題を抱えており、整流子とカーボンブラシを使用しコストがかかるためにほとんど生産されてない。この結果、CC201 92 03号機と04 03R号機の2両が休車となり、「Gapeka 2025」ダイヤ改正から運用離脱した。この問題を受けて、PT.KAIは2024年3月6日に、GEトランスポーテーション製機関車の保守部品の調達に関する長期戦略契約を、2019年からの後継企業であるワブテックとそのパートナーであるPT Imeco Multi Saranaと締結した
| 機関区名                                | 機関区名 | 配置車両 | 配置数 |
| --------------------------------------- | -------- | --- | ------ |
| チピナン                                | CPN      | - CC 201 78 06 - CC 201 83 01 - CC 201 89 01 - 89 03 - CC 201 92 12 - 20                                                                                         | 14両   |
| バンドン                                | BD       | - CC 201 77 21 - 23 - CC 201 83 16, 83 25, 83 40 - CC 201 92 04 - 05, 92 07, 92 09 - 10                                                                          | 11両   |
| チレボン                                | CN       | - CC 201 77 18 - 20 - CC 201 83 09 | 4両    |
| スマラン・ポンコル                      | SMC      | - CC 201 78 01 - CC 201 83 29, 83 31, 83 33 - 34 - CC 201 04 05 - 07                                                                                             | 8両    |
| プルウォクルト                          | PWT      | - CC 201 83 13 - 15, 83 17 - 19, 83 21, 83 23 - 24, 83 26 - CC 201 89 12, 89 17                                                                                  | 12両   |
| ジョクジャカルタ                        | YK       | - CC 201 83 02 - 06, 83 20, 83 27 - CC 201 04 02 - CC 201 78 02 - 05                                                                                             | 12両   |
| マディウン                              | MN       | - CC 201 83 07 - CC 201 89 05 - 09 | 6両    |
| シドトポ (スラバヤ)                     | SDT      | - CC 201 77 01 - 03, 77 05 - 07, 77 09 - 16 - CC 201 83 11, 83 22, 83 30, 83 48 - CC 201 89 15 - 16                                                              | 20両   |
| ジュンベル                              | JR       | - CC 201 83 08, 83 46 - 47, 83 53, 83 54, - CC 201 92 01 - 02, 92 11, - CC 201 99 01                                                                             | 9両    |
| メダン (スマトラ島メダン)               | MDN      | - CC 201 77 04, 77 08 - CC 201 83 12, 83 28, 83 32, 83 37, 83 44 - CC 201 89 04, 89 10, 89 14 - CC 201 92 06 - CC 201 93 02 - CC 201 99 02 - CC 201 04 01, 04 04 | 15両   |
| パダン (スマトラ島パダン)               | PD       | - CC 201 83 10, 83 36, 83 45, 83 50, 83 52 | 5両    |
| クルタパティ (スマトラ島パレンバン)     | KPT      | - CC 201 83 35, 83 38 - 39, 83 41, 83 43 - CC 201 89 13 - CC 201 93 01                                                                                           | 7両    |
| タンジュンカラン (スマトラ島ランプン州) | TNK      | - CC 201 83 42 - CC 201 83 51, 83 55 - 56 | 3両    |
| 合計                                    | 合計     | 合計 | 126両  |

## 事故
- プルウォケルト駅を出発しジャカルタからジョグジャカルタ結ぶセンジャIV号を牽引していたCC 201 33号機と、クロヤ駅を出発しマディウン・ジャカルタを結ぶタタルマジャ号を牽引していたCC 201 35号機の2両のCC201形が、橋の近くのグヌン・パユン地区で衝突した。 衝突後、2台の機関車は修理不可能となったため1986年に廃車されました[4]。
- 1998年1月2日23時20分、タンジュンカラン発のババランジャンBBR20列車を牽引していたCC201 85R号機および86R号機による重連列車が、スルスバン駅でタンジュンエニム方面から来たババランジャンBBR7列車と衝突した。 1人が死亡、8人が負傷した。この事故の原因はまだ不明で、議論が続いている。 CC 201 86R号機は残存したが、CC 201 85R号機は廃車となった[36]。
- 2005年5月19日、ランプンのレジョサリ - ラブアン・ラトゥ間で取り残されたババランジャンBBR 1列車のS5ファジャール・ウタマ・ランプン列車を牽引するCC 201 121R号機が、37台のKKBW車両のうち16台に衝突した[37]。この事故により4人が死亡し、CC 201 121R号機は完全に破壊された。現在、CC 201 121R号機の台枠は PKLG Balai Yasa Lahat にのみ残っています。
- 2012年2月19日、スカチンタからクレタパティ・パレンバン行きのバラシンタSCT2列車を牽引していたCC 201 89 11号機が、ババランジャンBBR36-1列車を牽引していたCC 202 90 01号機と衝突した。この事故により、CC202 90 01号機は火災に見舞われ、CC 201 89 11は破壊され、その結果CC 201 89 11号機は運行できなくなった。両列車の機関士と機関助手は破壊された機関車に押しつぶされて死亡し、両列車の機関士は負傷した。 南スマトラに転属となったCC 201 92 08号機は、線路拡張工事のため、2012年3月22日にプラブムリでバラパティ列車を牽引中に事故を起こした。機関車は転覆して火災が発生し、非常に深刻な損傷のために運行不能となった[38]。
- CC 201 83 49号機はジョグジャカルタからスラバヤへサンチャカ・ソーレ列車を牽引中に事故を起こした。事故はトレーラートラックが線路の真ん中で故障し、サンカカ号に衝突された。この機関車は現在は廃車となっており、現在はジョグジャカルタ車両工場から撤去された[39]。
- 2023年7月18日15時10分、クアラ・スタバス列車が北ランプン州ブランバンガン・パガール地区の遮断機のない踏切でサトウキビを積んだ三菱ふそう製トラックに衝突した。この事故により、CC 201 83 42号機が脱線して損傷し、運行が中断された。この事件で死者は出なかった[40][41]。
- 2024年1月5日午前6時03分、ハルプグル駅とチカレンカ駅間の181+700キロ地点、チカレンカ駅進入信号の直前で、バンドン・ラヤ線とトゥランガ号が正面衝突した。この事故には2両の機関車が関与した。 CC 201 77 17号機は損傷を受け、ジョグジャカルタ車両工場で廃車となったが、CC 206 13 97号機は機関車台枠が損傷したが修理される可能性がある。この事故で鉄道職員4人が死亡し、37人が負傷した[42]。

## ギャラリー

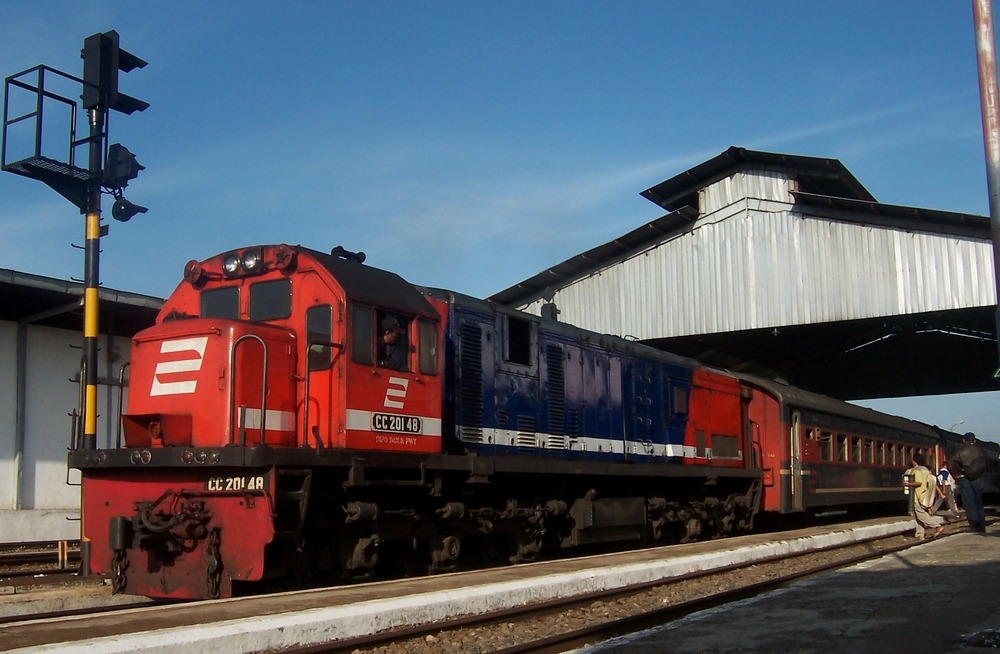
ロガワ号を牽引しているCC 201 48号機。
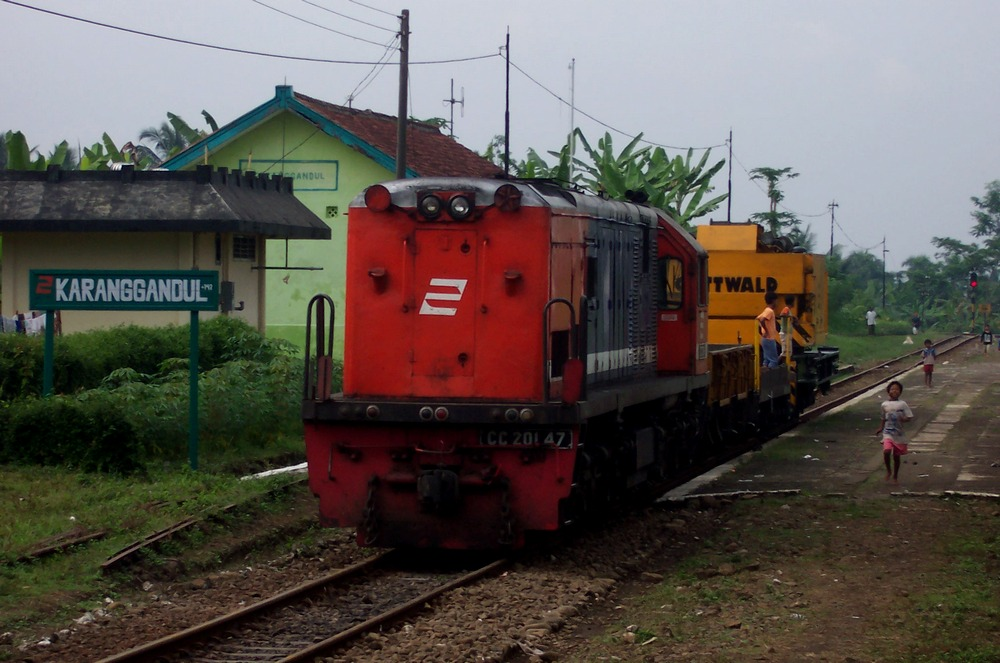
CC 201 83 09号機
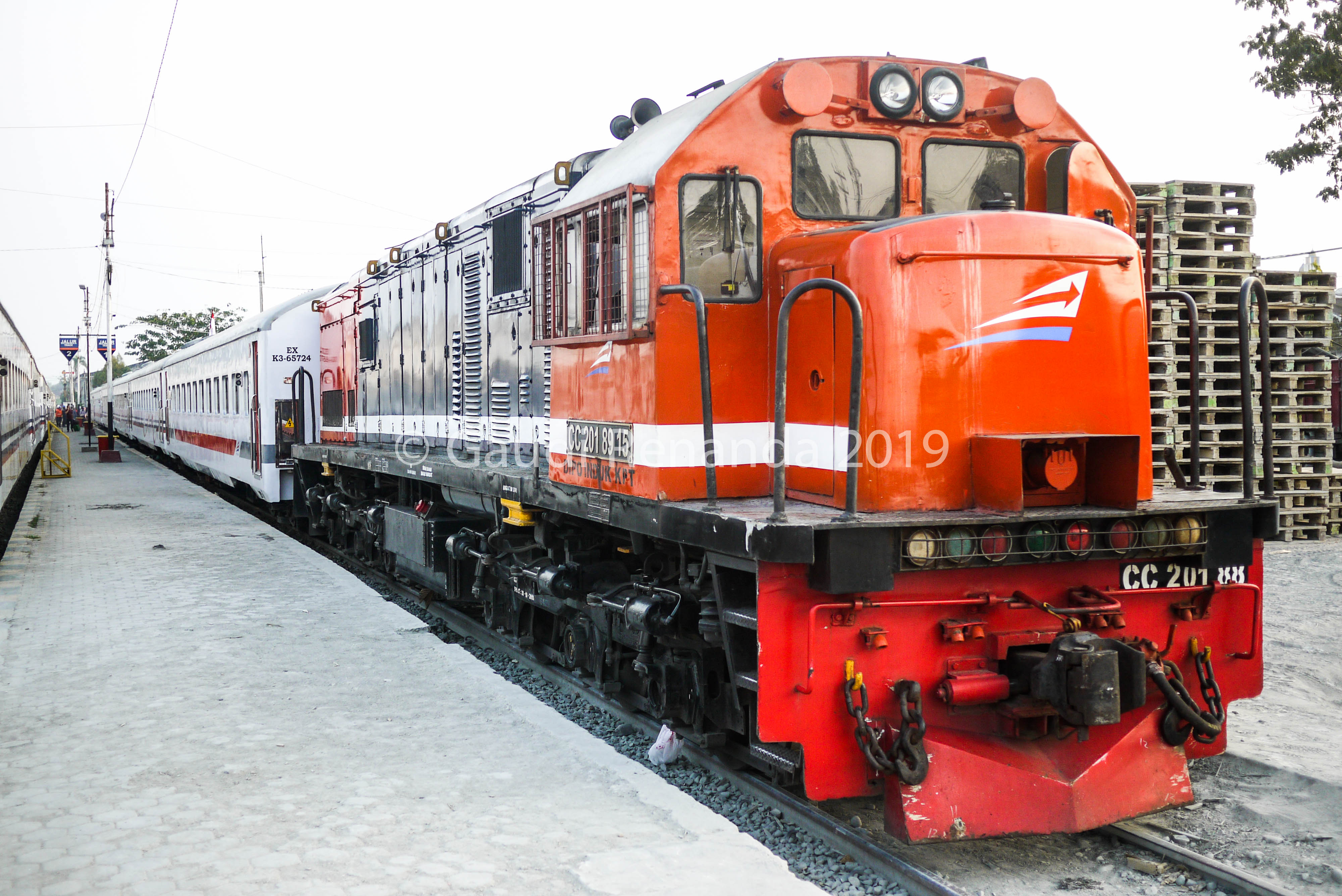
CC 201 89 15号機
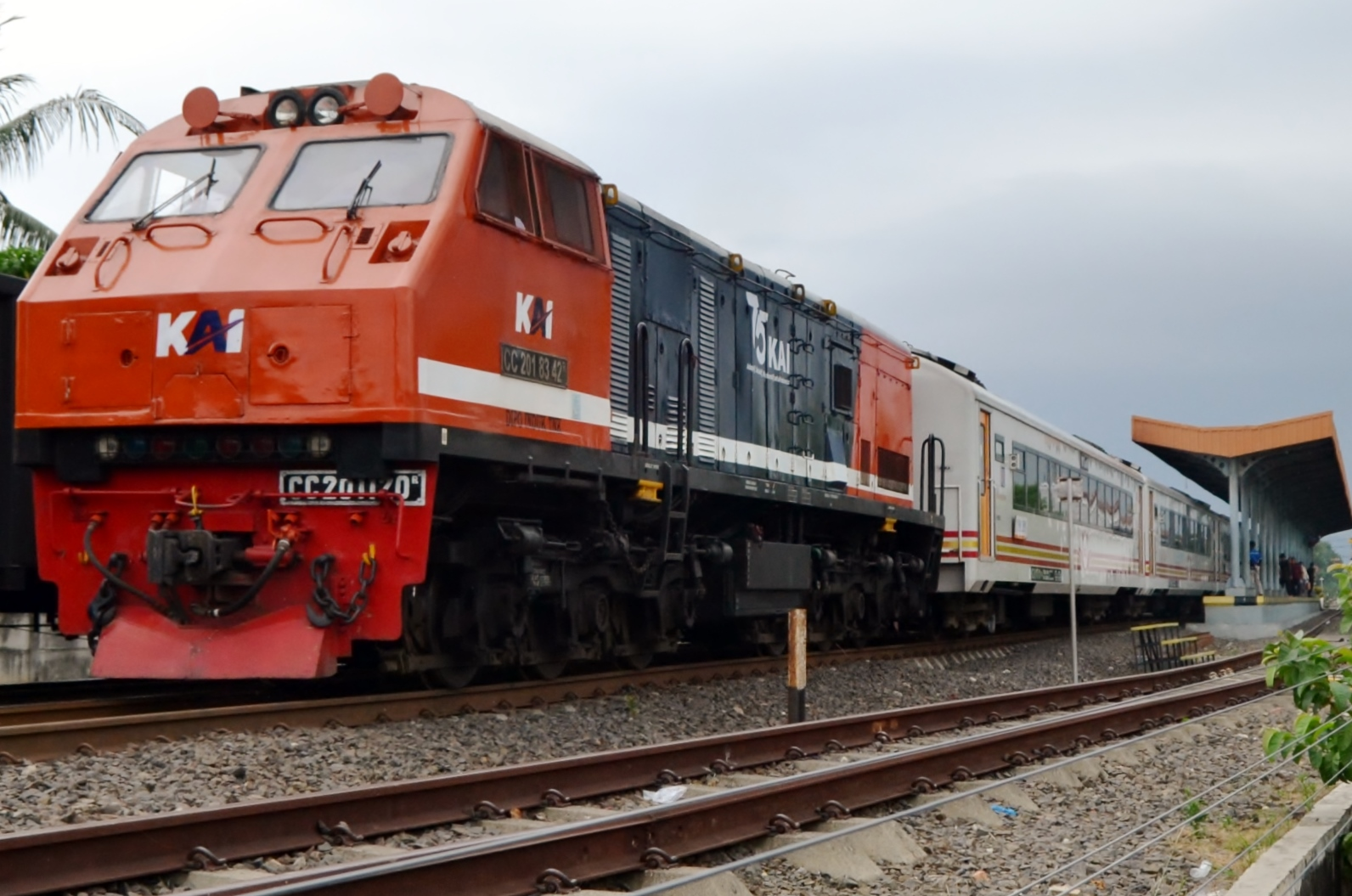
PT.KAIの2020年版新ロゴと75周年記念ロゴが貼られたCC 201 83 42号機
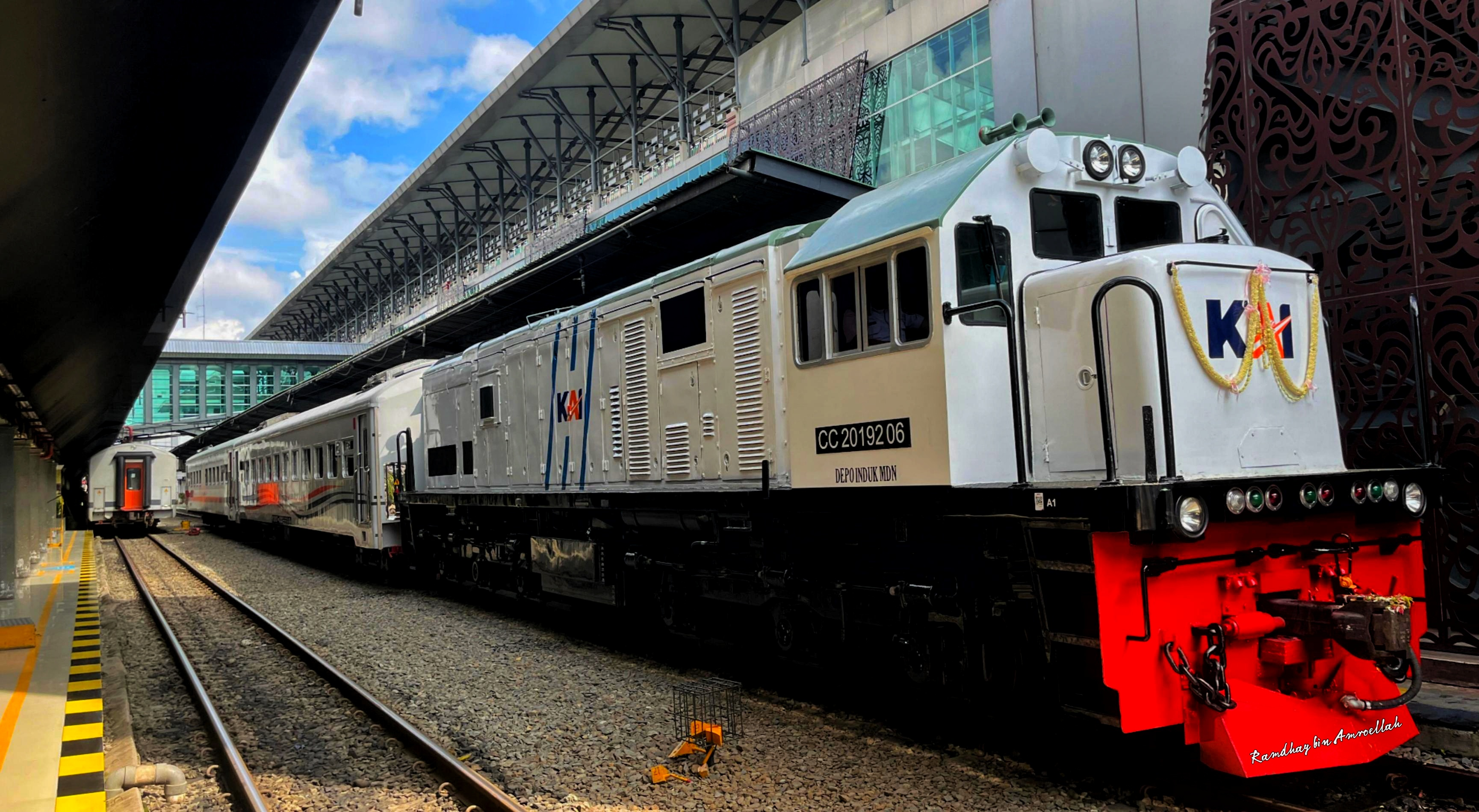
CC 201 92 06号機（アルビノ塗装）
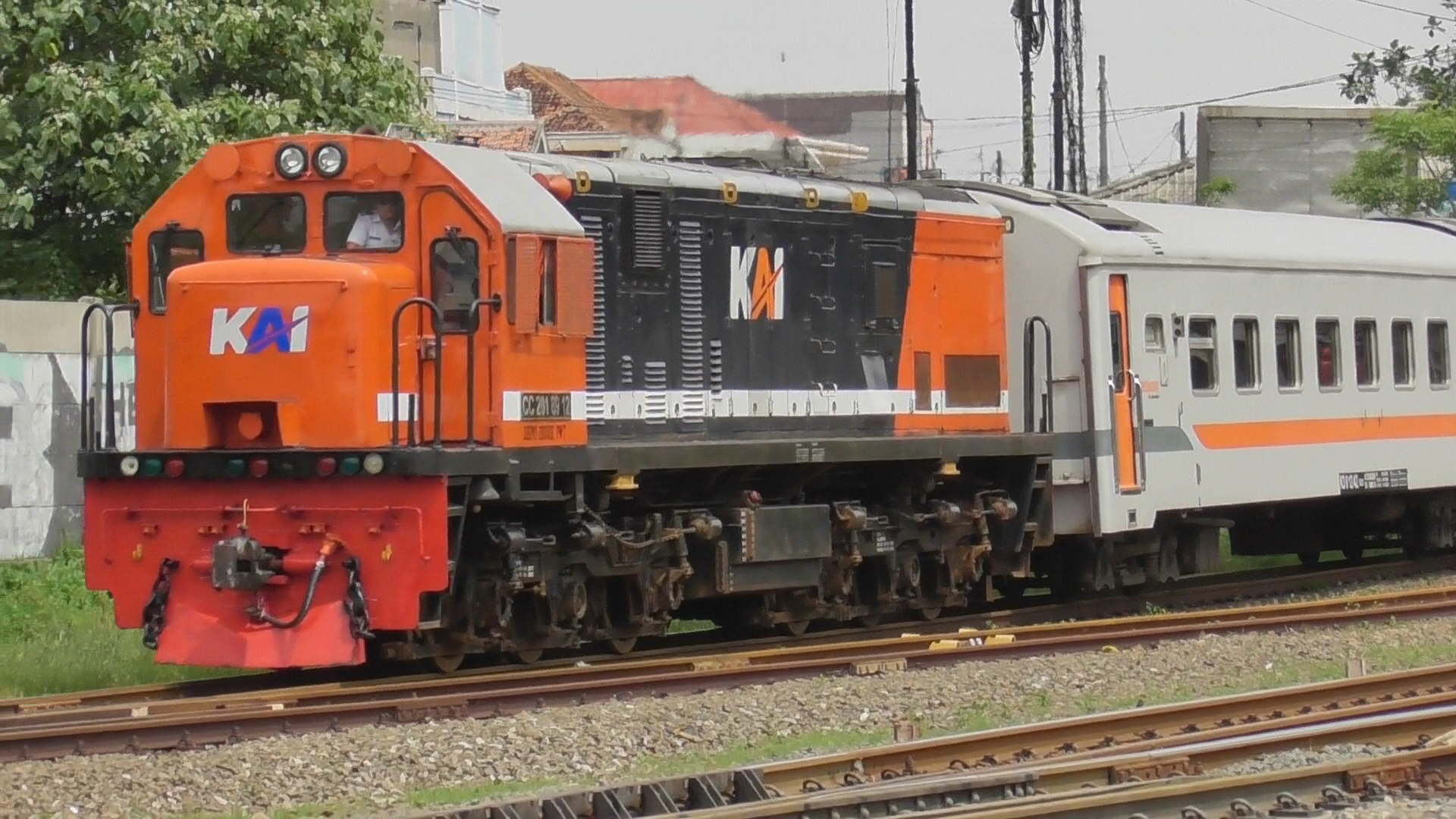
CC 201 89 12号機
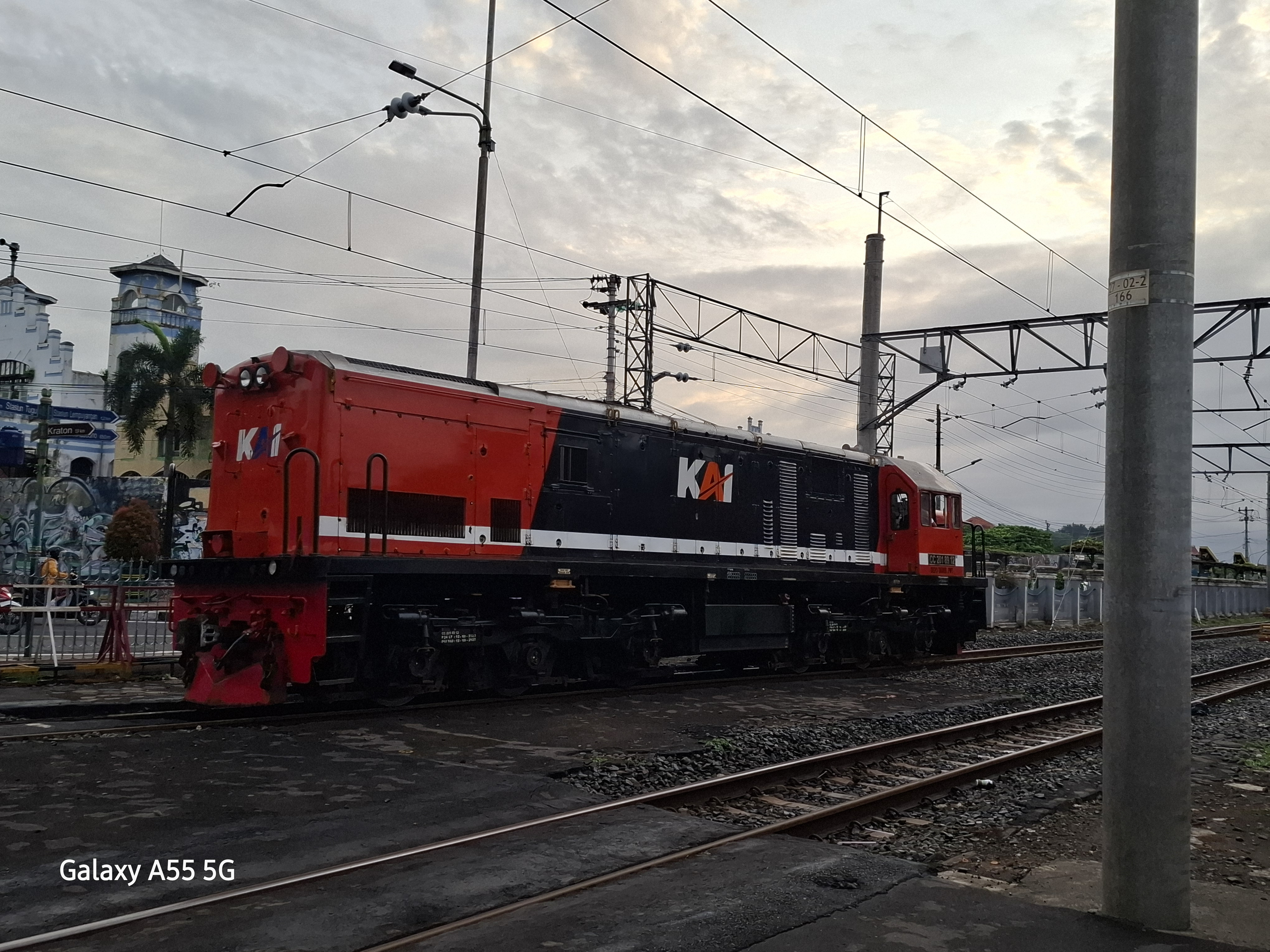
RNB塗装を施したCC201 89 12号機
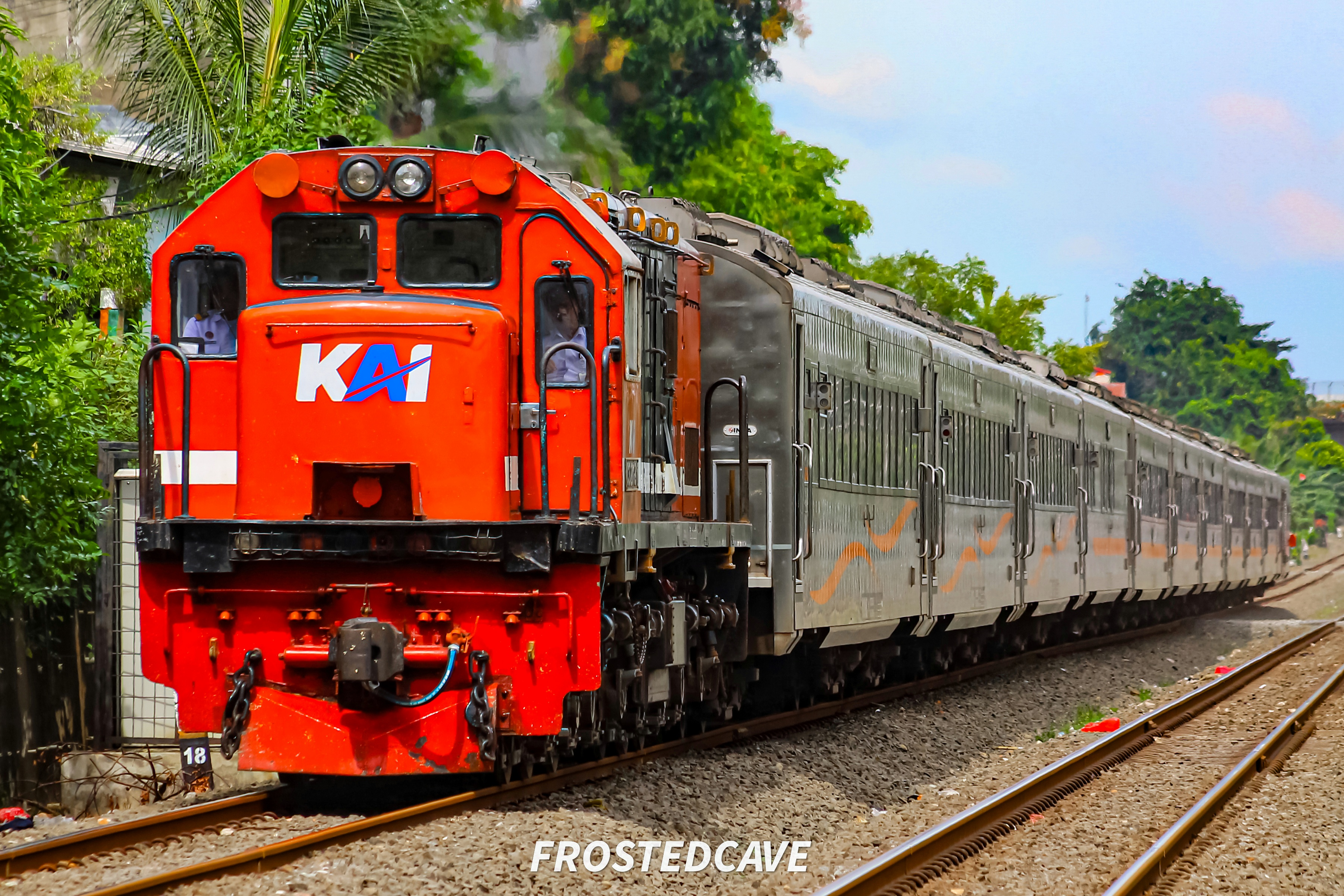
ファジャール・ウタマ・ジョギャ号を牽引するCC 201 89 17号機
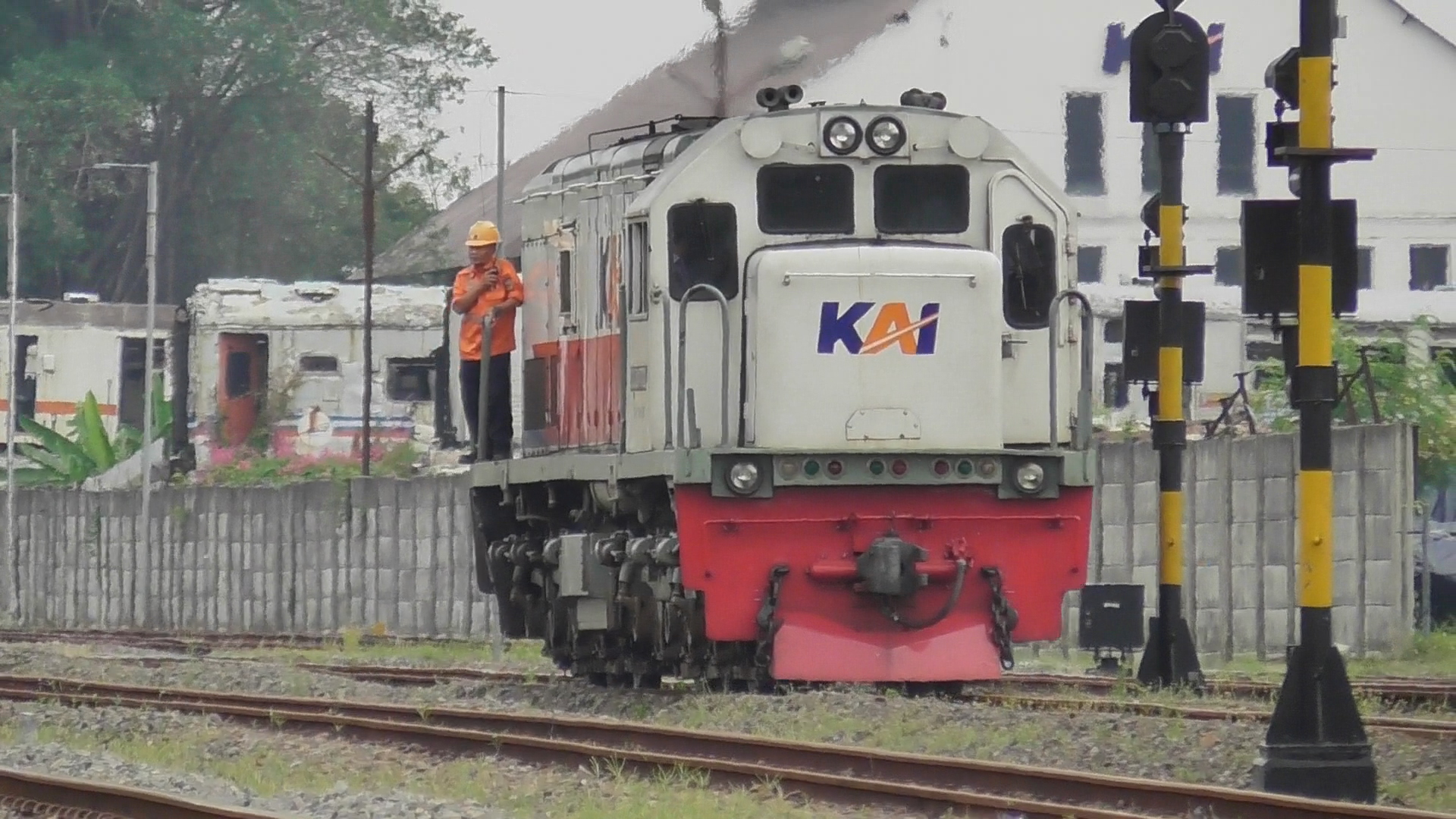
プルワカルタ駅で方向転換中のCC 201 77 22号機

## 関連記事
- BB203形ディーゼル機関車
- CC204形ディーゼル機関車

## 参考
- Locomotif CC201 （インドネシア語）

1. 1 2 3 4 5 6 7 8 9 10 11 12 13 14 15 16  『Hartono A.S. 2012, hlm. 147. Fauzan, S.A.; Gumilang, P.S.; Widyanto, B.; Krishnamurti, I.; Hartono A.S.; Widoyoko (2011). Suherman, A., ed. Misteri Lokomotif CC201. Depok: Ilalang Sakti Komunikasi. ISBN 9789791841757.』Hartono A.S、2012年。
2. ↑  『Haroen, Yanuarsyah (2017). Sistem Transportasi Elektrik. Bandung: ITB Press. hlm. 15. ISBN 978-602-7861-65-7.』ITB Press.、2017年、15頁。
3. 1 2  “"Lok Baru". Sinar Harapan. 18 Februari 1978.”. 2025年5月3日閲覧。
4. 1 2 3 4 5 6 7 8 9 10 11 12 13 14 15  『Fauzan, S.A.; Gumilang, P.S.; Widyanto, B.; Krishnamurti, I.; Hartono A.S.; Widoyoko (2011). Suherman, A., ed. Misteri Lokomotif CC201. Depok: Ilalang Sakti Komunikasi. ISBN 9789791841757.』Depok: Ilalang Sakti Komunikasi、2011年。
5. 1 2  『GEX-11222 Section 1. Erie, Pennsylvania: GE Transportation. 6 Januari 1977.』Erie, Pennsylvania:、1977年。
6. 1 2  “Grafik Perjalanan Kereta Api pada Jaringan Jalur Kereta Api Nasional di Jawa Tahun 2025 (PDF). Bandung: Kereta Api Indonesia (Persero). 2024-12-30. hlm. 1524. Diarsipkan dari versi asli (PDF) tanggal 2025-01-27 – via Direktorat Jenderal Perkeretaapian.”. 2025年5月3日閲覧。
7. 1 2  “Grafik Perjalanan Kereta Api pada Jaringan Jalur Kereta Api Nasional di Sumatera Bagian Utara Tahun 2025 (PDF). Bandung: Kereta Api Indonesia (Persero). 2024-12-30. hlm. 90. Diarsipkan dari versi asli (PDF) tanggal 2025-01-27 – via Direktorat Jenderal Perkeretaapian.”. 2025年5月3日閲覧。
8. 1 2  “Grafik Perjalanan Kereta Api pada Jaringan Jalur Kereta Api Nasional di Sumatera Bagian Utara Tahun 2025 (PDF). Bandung: Kereta Api Indonesia (Persero). 2024-12-30. hlm. 42. Diarsipkan dari versi asli (PDF) tanggal 2025-01-27 – via Direktorat Jenderal Perkeretaapian.”. 2025年5月3日閲覧。
9. 1 2  “Grafik Perjalanan Kereta Api pada Jaringan Jalur Kereta Api Nasional di Sumatera Bagian Selatan Tahun 2025 (PDF). Bandung: Kereta Api Indonesia (Persero). 2024-12-30. hlm. 222. Diarsipkan dari versi asli (PDF) tanggal 2025-01-27 – via Direktorat Jenderal Perkeretaapian.”. 2025年5月3日閲覧。
10. ↑  “Perusahaan Kereta Api Indonesia... - Perpustakaan Nasional | Facebook”. 2025年5月3日閲覧。
11. 1 2  『Fauzan, S.A.; Gumilang, P.S.; Widyanto, B.; Krishnamurti, I.; Hartono A.S.; Widoyoko (2011). Suherman, A., ed. Misteri Lokomotif CC201. Depok: Ilalang Sakti Komunikasi. ISBN 9789791841757.』Hartono A.S.; Widoyoko、2011年、4頁。
12. ↑  『"Belum Mampu Imbangi Kebutuhan Masyarakat". Berita Yudha. 15 Oktober 1981.』Berita Yudha、1981年。
13. ↑  “Sistem Informasi Database Koleksi - SIDAK”. mpn.komdigi.go.id. 2025年5月3日閲覧。
14. ↑  “Sistem Informasi Database Koleksi - SIDAK”. mpn.komdigi.go.id. 2025年5月3日閲覧。
15. ↑  “"Rekontruksi". Harian Neraca. 24 Agustus 1990.”. 2025年5月3日閲覧。
16. ↑  “Sistem Informasi Database Koleksi - SIDAK”. mpn.komdigi.go.id. 2025年5月3日閲覧。
17. ↑  『Laporan Rapat Kerja PJKA tahun 1987/198. Bandung: Perusahaan Jawatan Kereta Api. 9 November 1987.』Perusahaan Jawatan Kereta Api、1987年。
18. 1 2  『Radityo, D.; Prawiro, Y.B.C.; Prabowo, Y.S. (2023). Merekam Jejak Lokomotif Diesel di Indonesia. Yogyakarta: Kanisius. hlm. 64 dan 70. ISBN 9789792176070.』Prabowo, Y.S. (2023)、2023年。
19. ↑  “KAI Daop 8 Hadirkan Lokomotif Livery Vintage Merah dan Biru” (インドネシア語). Dinas Komunikasi dan Informatika Provinsi Jawa Timur. 2025年5月3日閲覧。
20. ↑  “Gerbong Penumpang KA Sancaka Selamat Karena Tertahan Lokomotif” (インドネシア語). 2025年5月3日閲覧。
21. ↑  “KAI Daop 8 Hadirkan Lokomotif Livery Vintage Merah dan Biru” (インドネシア語). Dinas Komunikasi dan Informatika Provinsi Jawa Timur. 2025年5月3日閲覧。
22. ↑  “Gerbong Penumpang KA Sancaka Selamat Karena Tertahan Lokomotif” (インドネシア語). 2025年5月3日閲覧。
23. ↑  Times, I. D. N.. “Begini Kronologi Kecelakaan Kereta Penumpang Vs Truk di Lampung Utara” (In-Id). IDN Times Lampung. 2025年5月3日閲覧。
24. ↑  Utomo, Nugroho Wahyu. “Ini Dia Tempat Lokomotif Berputar Arah, Terletak di Sebelah Timur Stasiun Solo Balapan - Suara Merdeka” (インドネシア語). Ini Dia Tempat Lokomotif Berputar Arah, Terletak di Sebelah Timur Stasiun Solo Balapan - Suara Merdeka. 2025年5月3日閲覧。
25. ↑  “Mengenal Livery Lokomotif Kereta Api dari Masa ke Masa, Ternyata Sudah 4 Kali Berganti” (インドネシア語). Tribun Video. 2025年5月3日閲覧。
26. ↑  Ichsan, Muchammad Nachirul. “Nostalgia Era PJKA, Mengenal Lokomotif Livery Vintage Hasil Kolaborasi KAI dengan Komunitas - Radar Semarang” (インドネシア語). Nostalgia Era PJKA, Mengenal Lokomotif Livery Vintage Hasil Kolaborasi KAI dengan Komunitas - Radar Semarang. 2025年5月3日閲覧。
27. ↑  antaranews.com (2024年11月13日). “KAI Sumut mengoperasikan lokomotif Vintage Livery Albino” (インドネシア語). Antara News. 2025年5月3日閲覧。
28. ↑  Liputan6.com (2014年7月13日). “Masyarakat RI Kurang Rasa Memiliki Fasilitas Kereta Api” (インドネシア語). liputan6.com. 2025年5月3日閲覧。
29. ↑  Rr. Ariyani Yakti Widyastuti (2016年6月5日). “Antisipasi Lemparan Batu, PT Kereta Api Ganti Kaca Lokomotif” (インドネシア語). Tempo 2025年5月3日閲覧。
30. ↑  “Database Lokomotif – GM-MarKA” (英語). 2025年5月5日閲覧。
31. ↑  “Diesel Locomotive Roster”. keretapi.tripod.com. 2025年5月5日閲覧。
32. ↑  Soeripno, Riky (2017年4月30日). “Tujuh Unit Lokomotif CC201 tiba di Tanah Deli!” (インドネシア語). KAORI Nusantara. 2025年5月3日閲覧。
33. ↑  Okezone (2017年4月25日). “KAI Datangkan Lima Unit Lokomotif Pengangkut Semen ke Padang : Okezone News” (インドネシア語). https://news.okezone.com/. 2025年5月3日閲覧。
34. ↑  “Grafik Perjalanan Kereta Api pada Jaringan Jalur Kereta Api Nasional di Jawa Tahun 2025 (PDF). Bandung: Kereta Api Indonesia (Persero). 2024-12-30. hlm. 1524. Diarsipkan dari versi asli (PDF) tanggal 2025-01-27 – via Direktorat Jenderal Perkeretaapian.”. 2025年5月3日閲覧。
35. ↑  Oswaldo, Ignacio Geordi. “KAI Pesan Suku Cadang dari AS Buat Perawatan Lokomotif” (インドネシア語). detikfinance. 2025年5月3日閲覧。
36. ↑  “Wayback Machine”. web.archive.org (2024年7月12日). 2025年5月3日閲覧。
37. ↑  “PT KA: Tabrakan Terjadi Karena Gerbong KA Babaranjang Lepas” (インドネシア語). detiknews. 2025年5月3日閲覧。
38. ↑  “Diinvestigasi, Kecelakaan KA Babaranjang di Lampung”. 2025年5月3日閲覧。
39. ↑  “Tabrak Truk di Ngawi, Akankah Lokomotif Baru Kereta Sancaka Seharga Rp 50 M Pensiun?” (インドネシア語). Tribunjatim.com. 2025年5月3日閲覧。
40. ↑  “Terjadi Tabrakan KA Kuala Stabas dengan Truk di Lampura, PT KAI Akan Tuntut Sopir Truk” (インドネシア語). Terjadi Tabrakan KA Kuala Stabas dengan Truk di Lampura, PT KAI Akan Tuntut Sopir Truk. 2025年5月3日閲覧。
41. ↑  Khalid, Idham. “KA dan Truk Dievakuasi, Perlintasan Kereta di Lampung Kembali Normal” (インドネシア語). detiknews. 2025年5月3日閲覧。
42. ↑  “BREAKING NEWS - Kecelakaan Kereta 'Adu Banteng' KA Turangga dan KA Bandung Raya” (インドネシア語). Kompas.tv. 2025年5月3日閲覧。